# 潘廸生
潘廸生爵士，CBE，SBS（Sir Dickson Poon，1956年6月19日—），香港商人，旗下業務包括鐘錶、百貨公司與著名品牌時裝零售。2015年受英女皇封為下級勳位爵士。

## 背景
潘廸生是鐘錶商人潘錦溪之子，早年在香港就讀聖若瑟小學及聖若瑟書院（1968年入讀中一），後前往英國就讀Uppingham School，大學則在美國洛杉磯就讀西方文理大學，主修哲學及經濟。1978年大學畢業後返回香港，在其父的鐘錶行擔任售貨員，並曾到瑞士日内瓦鐘錶商 Chopard擔任鐘錶製作學徒18個月。

## 品牌零售
- 1980年，潘廸生以其父提供的100萬美元資本，於中環置地廣場創辦廸生鐘錶珠寶店。1981年取得品牌 Charles Jourdan 的香港代理權，1983年則取得 Polo Ralph Lauren 品牌香港代理權。1985年潘廸生收購上市公司順福企業，將其易名為廸生創建，並把其零售業務注入。1987年11月，以5,200萬美元收購以生產打火機著名的法國品牌都彭（英语：ST Dupont）。
- 1991年10月，潘廸生以5,370萬英鎊收購當時陷入財政困難的英國百貨公司夏菲尼高(Harvey Nichols)，並將其業務轉蝕為盈。1992年11月則把其零售業務擴展至中國及台灣多個大城市。近年他購入日本西武百貨在香港及中國的業務，並在中國多個城市開設分店。2000年科網熱潮時期曾創辦廸生數碼，進軍科技業務，並曾在香港地鐵九龍站開設廸生數碼世界，但在2005年結束。2005年在旺角朗豪坊開設西武百貨分店，2005年9月在中環置地廣場開設 Harvey Nichols 百貨店。2006年底於尖沙咀九龍酒店再開設西武百貨分店。

集團現時之零售網絡合共248間店鋪，分佈於香港、中國大陸、台灣、新加坡、馬來西亞和菲律賓等地。香港佔銷售額佔65%、台灣佔18%、中國佔8%，而其他東南亞地區則佔9%。

## 娛樂事業
1984年，潘廸生進軍電影業，和洪金宝創辦德寶電影公司。開拍過多部電影，並請來多位演員演出，包括周潤發、許冠文、楊紫瓊、林子祥等，代表作有《秋天的童話》。他亦曾開辦DMI唱片公司，並為陳百強等歌手推出唱片，唯公司於1995年結業。

## 家庭
潘廸生有3段婚姻，首任妻子楊敏德是上海紡織商人楊元龍的長女，為他誕下一名女兒潘楚穎。第二任妻子為馬來西亞藝人楊紫瓊。現任妻子為余桂珠，亦出身富裕，二人在1992年結婚。余桂珠為他誕下二子二女，其中長子潘冠達於2018年12月14日成爲廸生創建的執行董事。
潘廸生排第四，有三位姊姊其中的一位姊姊潘金翠，是東亞銀行主席李國寶妻子。

## 名下馬匹
潘廸生是香港賽馬會會員，1991年開始養馬，擁有馬匹有輕輕鬆鬆、跑聖等，1997年，潘廸生以60萬美元購入法國馬健步如飛，在1998年競賽時發生意外而需人道毀滅，其後潘廸生入禀香港法院，向馬會及已故騎師簡慧榆追討賠償，成為香港首宗因馬匹遭人道毀滅而向馬會索償的案件。1999年，潘廸生再購入一匹日本馬閃閃星，因右後膝蓋有碎骨而需提早退役。

## 榮譽
- 英國司令勳章[4]
- 英國下級勳位爵士（2015年元旦授勳名單）
- 香港青年企業家獎
- 銀紫荊星章（1999年）[5]

## 資料來源
- 《財富》最新商界女強人榜出爐 中國搶佔六席 （页面存档备份，存于） 人民網
- 廸生數碼世界
- 香港廸生數碼裁員50%
- 廸生料下半年市道受損 股市樓市俱弱 （页面存档备份，存于） 明報，2006年6月29日
- 潘廸生：GST是毒藥 （页面存档备份，存于） 明報，2006年8月29日
- 香港首宗：富商名駒人道毀滅馬會遭索償 （页面存档备份，存于） 南方網
- 香港流行曲發展年表(70-90年代) （页面存档备份，存于）